# 반막근
반막근(semimembranosus muscle) 또는 반막양근(半膜樣筋)은 넓적다리 뒤쪽에 위치한 세 개의 햄스트링 근육 중 가장 안쪽에 있는 근육이다. 이는곳에 납작한 힘줄이 존재하여 이런 이름이 붙여졌다. 넓적다리 뒤안쪽에 위치하며 반힘줄근보다 깊이 위치한다. 엉덩관절을 펴며 무릎관절은 굽힌다.

## 구조

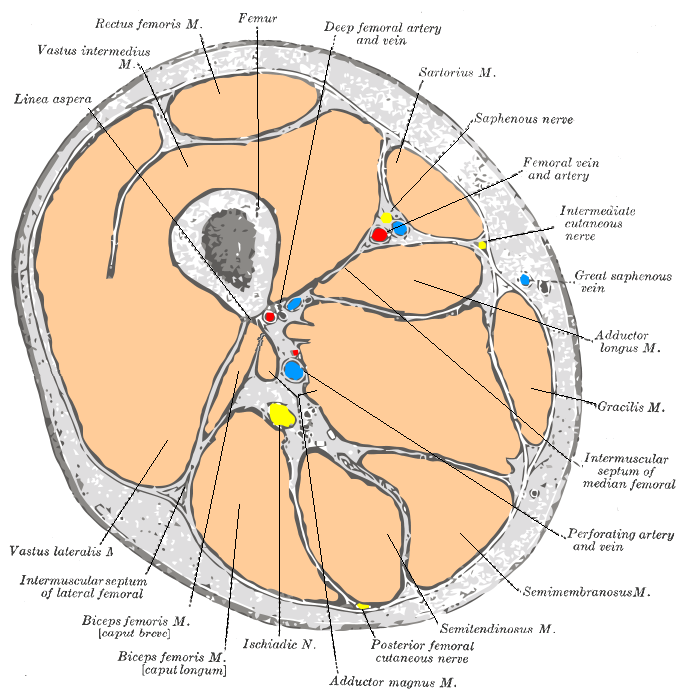
넓적다리의 단면. 반막근은 우측 하단에 표시되어 있다.

반막근은 이는곳에서 납작한 힘줄로 시작되며 넓적다리 뒤안쪽에 위치한다. 반힘줄근보다 깊이 위치하며 더 넓고 납작한 모양을 하고 있다. 반막근과 반힘줄근은 닿는곳과 붙는 지점이 매우 가깝다. 이후 오금동맥, 오금정맥 위쪽 부분과 겹쳐진다.

### 이는곳
반막근은 궁둥뼈결절의 위가쪽 면에서 두꺼운 힘줄로 시작된다. 시작 지점은 넙다리두갈래근과 반힘줄근 이는곳의 위안쪽이다. 이는곳의 힘줄은 널힘줄이 되어 반막근 앞쪽 면의 윗부분을 덮는다. 이 널힘줄에서 근섬유가 나타나 반막근 뒷면의 아래쪽 부분을 덮는 널힘줄로 수렴하고, 닿는곳에서는 줄어들어 힘줄이 된다.

### 닿는곳
반막근의 닿는곳은 다음과 같다.
- 정강뼈의 안쪽관절융기[1]
- 정강뼈의 안쪽 모서리[1]
- 넙다리뼈의 가쪽관절융기[1]
- 오금근의 근막.[1]

닿는곳의 힘줄은 확장되어 여러 섬유성 구조물을 낸다. 특기할 만한 크기를 가지는 섬유성의 구조는 위가쪽으로 주행하여 넙다리뼈 가쪽관절융기 뒤쪽에 닿고, 무릎관절에 위치한 빗오금인대의 일부를 형성한다. 또 다른 섬유성 구조는 아래쪽으로 이어져 오금근을 덮고 있는 근막으로 연속된다. 적은 양의 섬유는 무릎관절의 안쪽곁인대와 다리의 근막에 합류한다.

### 신경 분포
궁둥신경의 정강부분이 반막근에 분포한다. 정강신경은 L4에서 S3까지의 신경 뿌리에서 나온 앞가지로 구성된다. 이 신경 뿌리들은 엉치신경얼기라고 하는 더 큰 구조의 일부이다. 궁둥신경의 정강부분은 넙다리두갈래근의 긴갈래와 반힘줄근에도 분포한다.

### 변이
반막근의 크기가 작거나, 아예 존재하지 않거나, 두 개가 존재할 수 있다. 두 개가 존재하는 경우 주로 엉치결절인대에서 시작되어 넙다리뼈나 큰모음근으로 얇은 근육 슬립을 낸다.

## 기능
반막근은 엉덩관절을 펴고 무릎관절을 굽힌다. 또한 무릎을 안쪽으로 돌리는 데에도 도움을 준다. 엉덩관절이 펴지고, 무릎이 굽혀진 상태일 때 정강뼈는 넙다리뼈를 기준으로 안쪽으로 돈다. 엉덩관절이 굽혀질 때에는 굽히는 동작에 대항하는 것을 돕는다.

## 추가 이미지

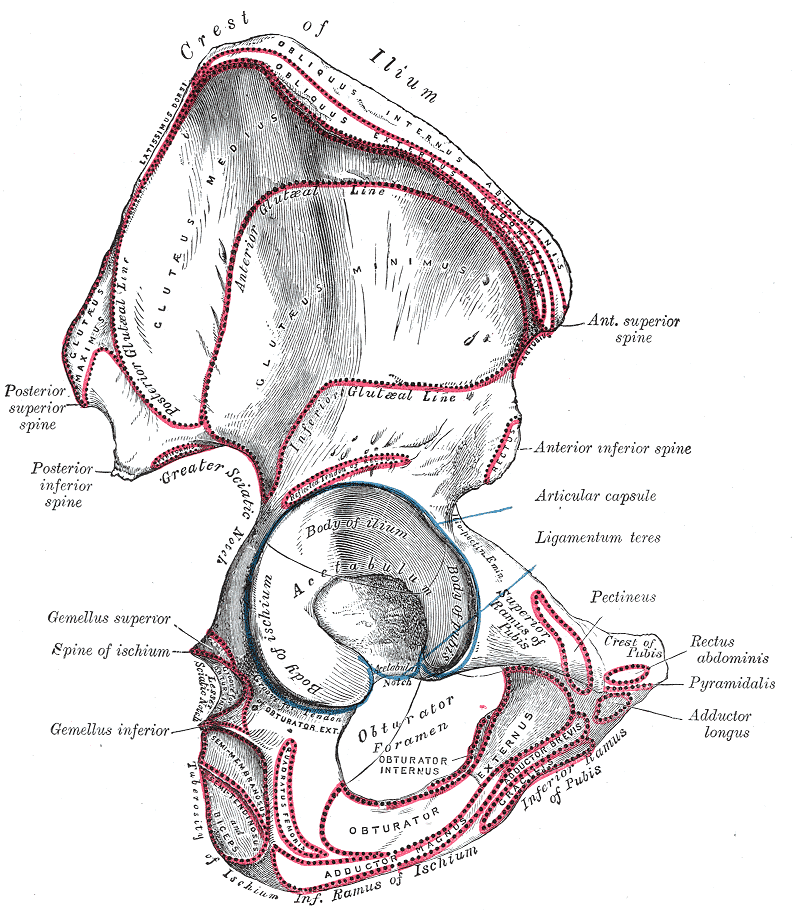
오른쪽 골반뼈 바깥쪽 표면
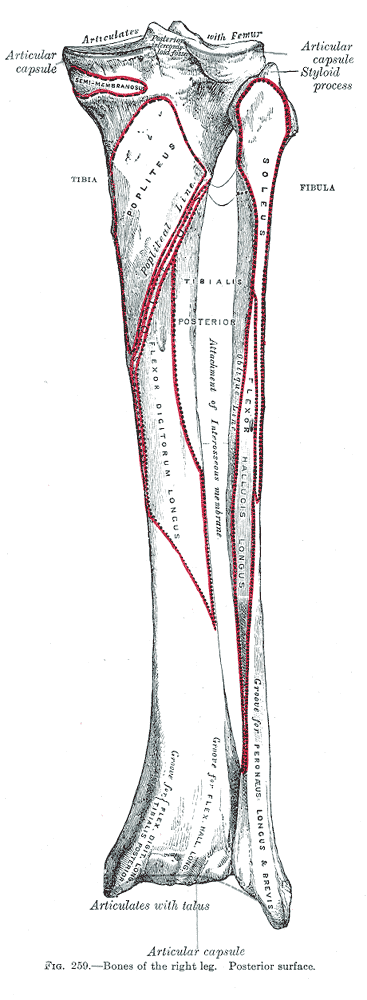
오른쪽 다리의 뼈 뒤쪽 표면
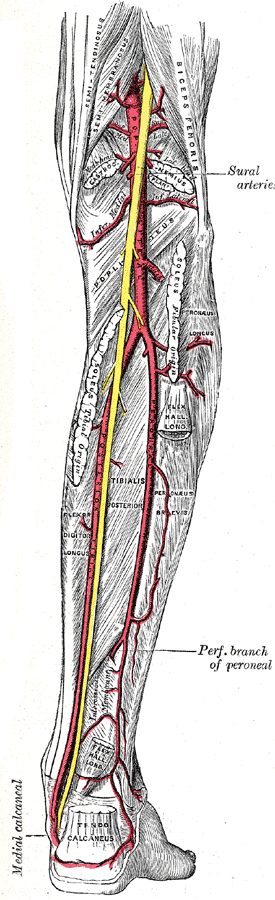
오금동맥, 뒤정강동맥, 종아리동맥
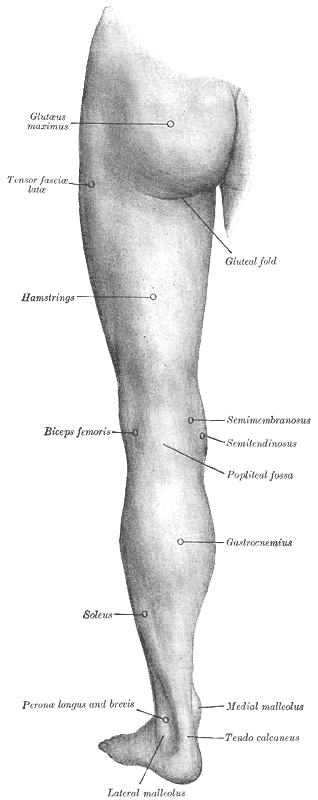
왼쪽 하지 뒤쪽의 그림
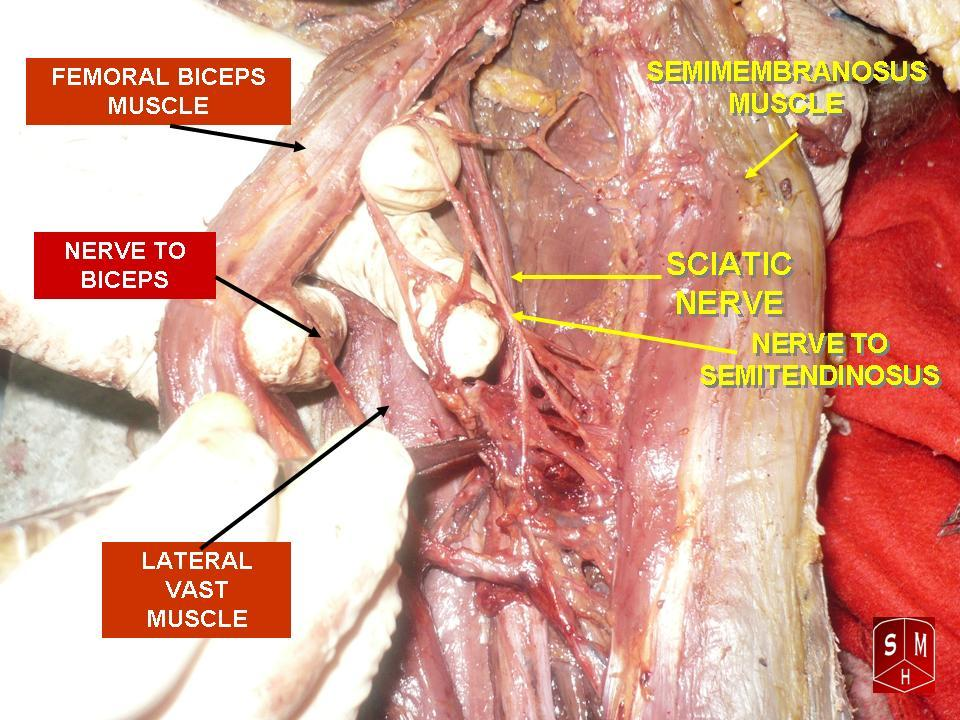
반막근
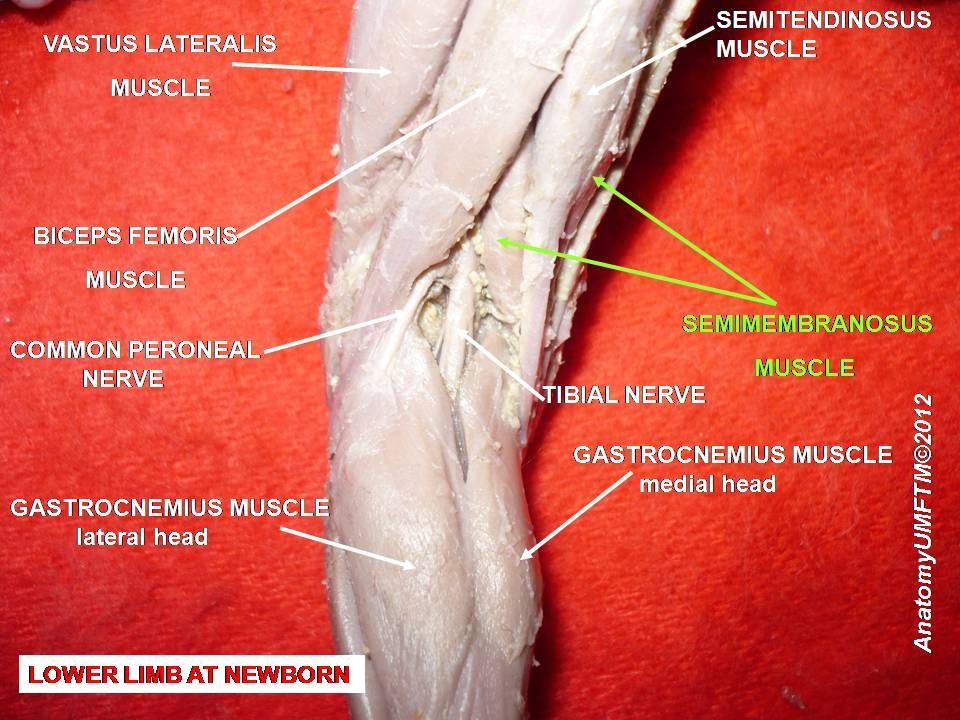
반막근
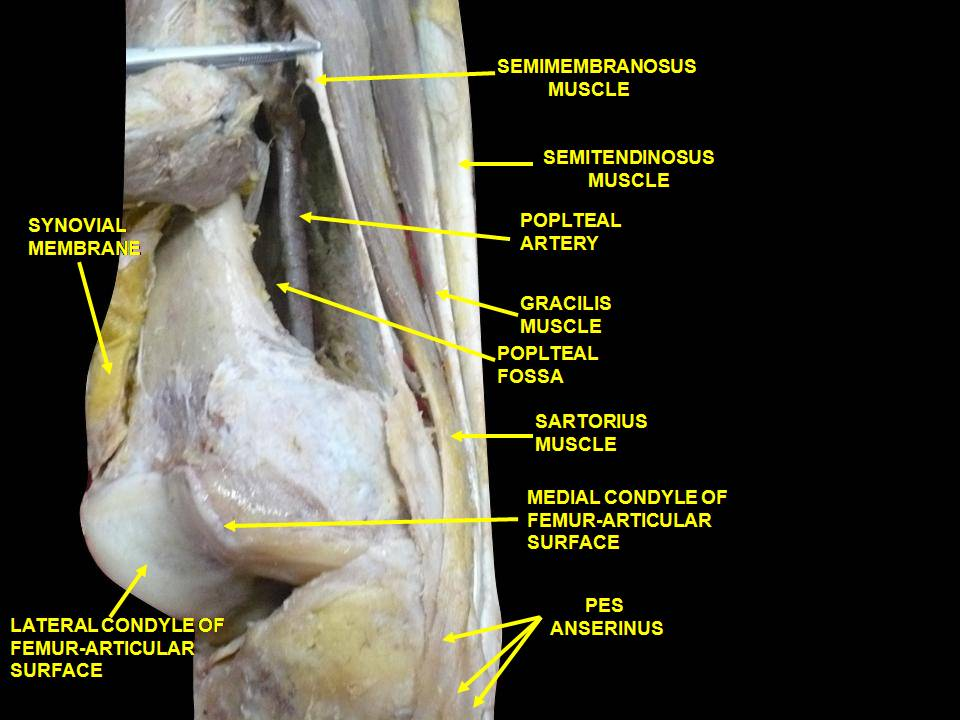
가쪽에서 본 넓적다리의 근육들
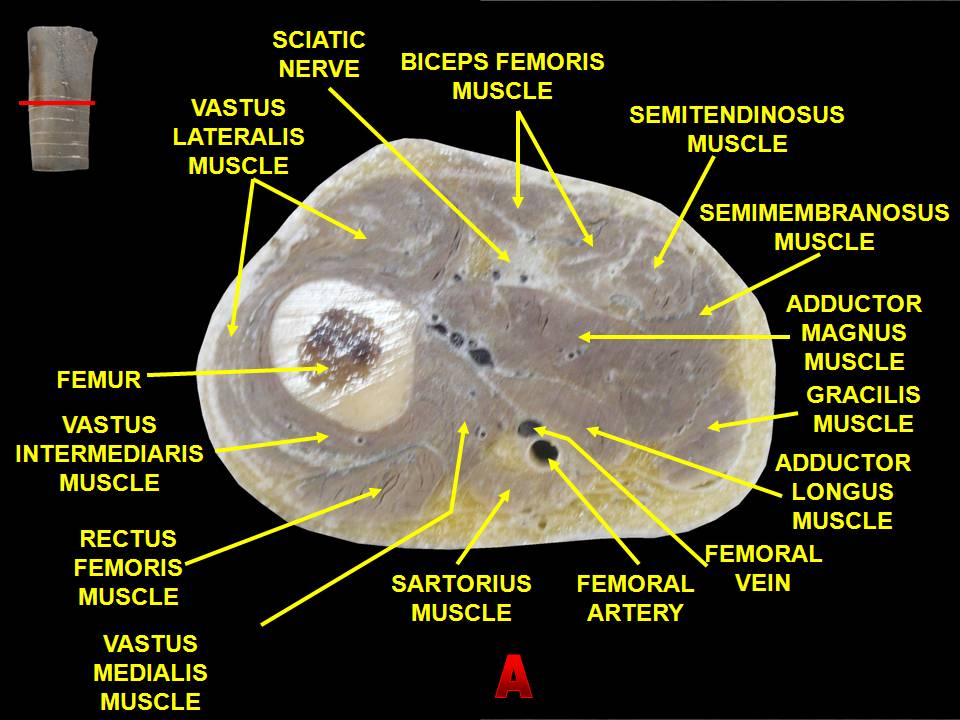
넓적다리 근육들의 단면
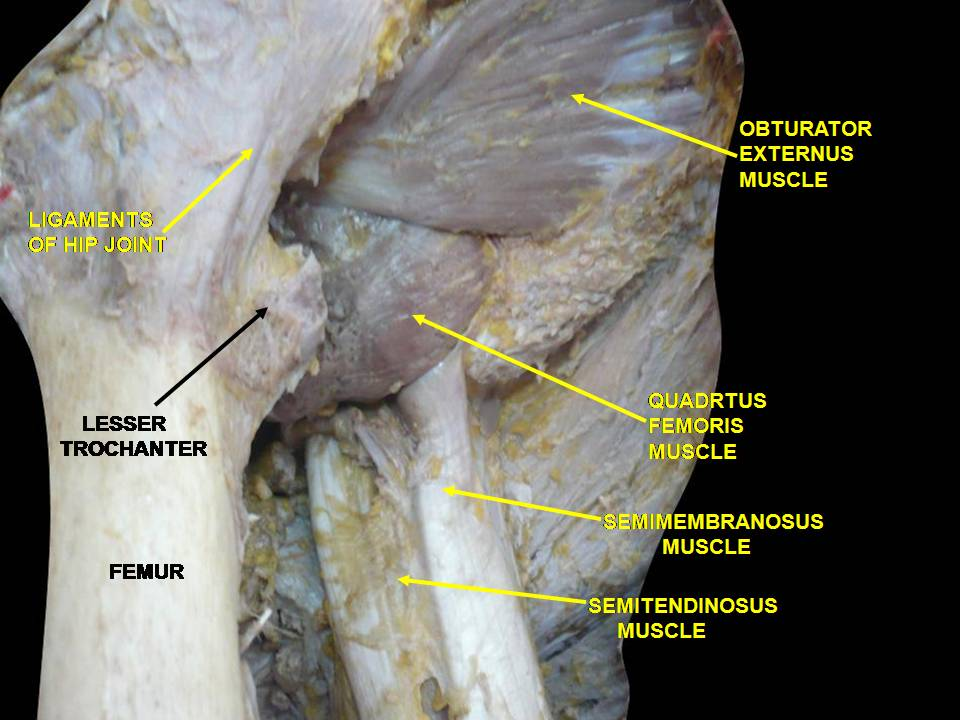
앞쪽에서 본 넓적다리의 근육들

## 같이 보기
- 반힘줄근
- 넙다리두갈래근

## 참고 문헌
이 문서는 현재 퍼블릭 도메인에 속하는 그레이 해부학 제20판(1918) page 479의 내용을 기초로 작성된 글이 포함되어 있습니다.
1. 1 2 3 4 5 6 7 8  Sandalcidi, Dawn; Dommerholt, Jan (2013년 1월 1일),  Dommerholt, Jan; Fernández-de-las-Peñas, César, 편집., “10 - Deep dry needling of the hip, pelvis and thigh muscles”, 《Trigger Point Dry Needling》 (영어) (Oxford: Churchill Livingstone), 133–150쪽, doi:10.1016/b978-0-7020-4601-8.00010-4, ISBN 978-0-7020-4601-8, 2021년 3월 1일에 확인함
2. 1 2  Saladin, Kenneth S. Anatomy & Physiology: the unity of form and function. 5th ed. New York: McGraw-Hill, 2010. Print.